# Mario Moschi

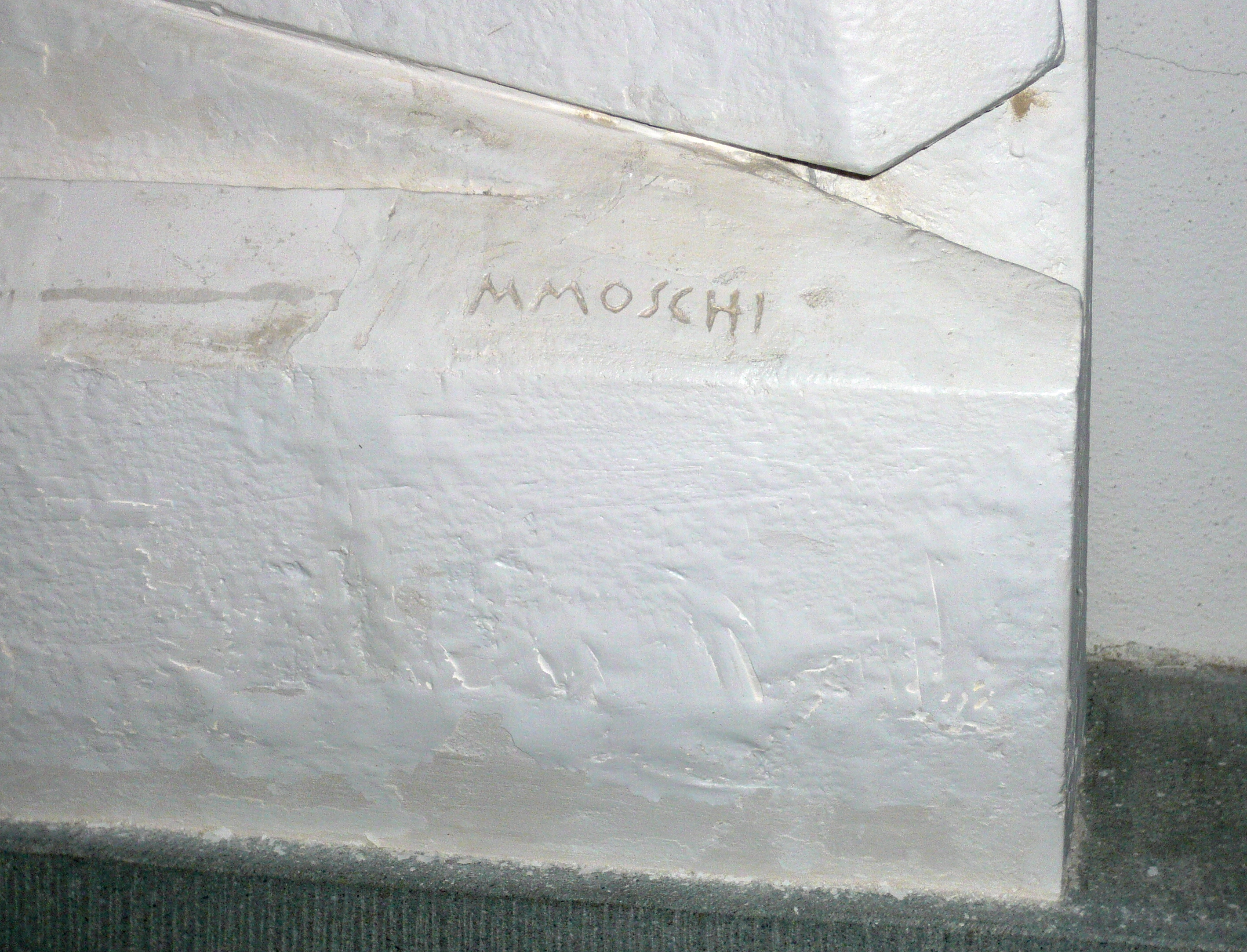
Firma di Mario Moschi

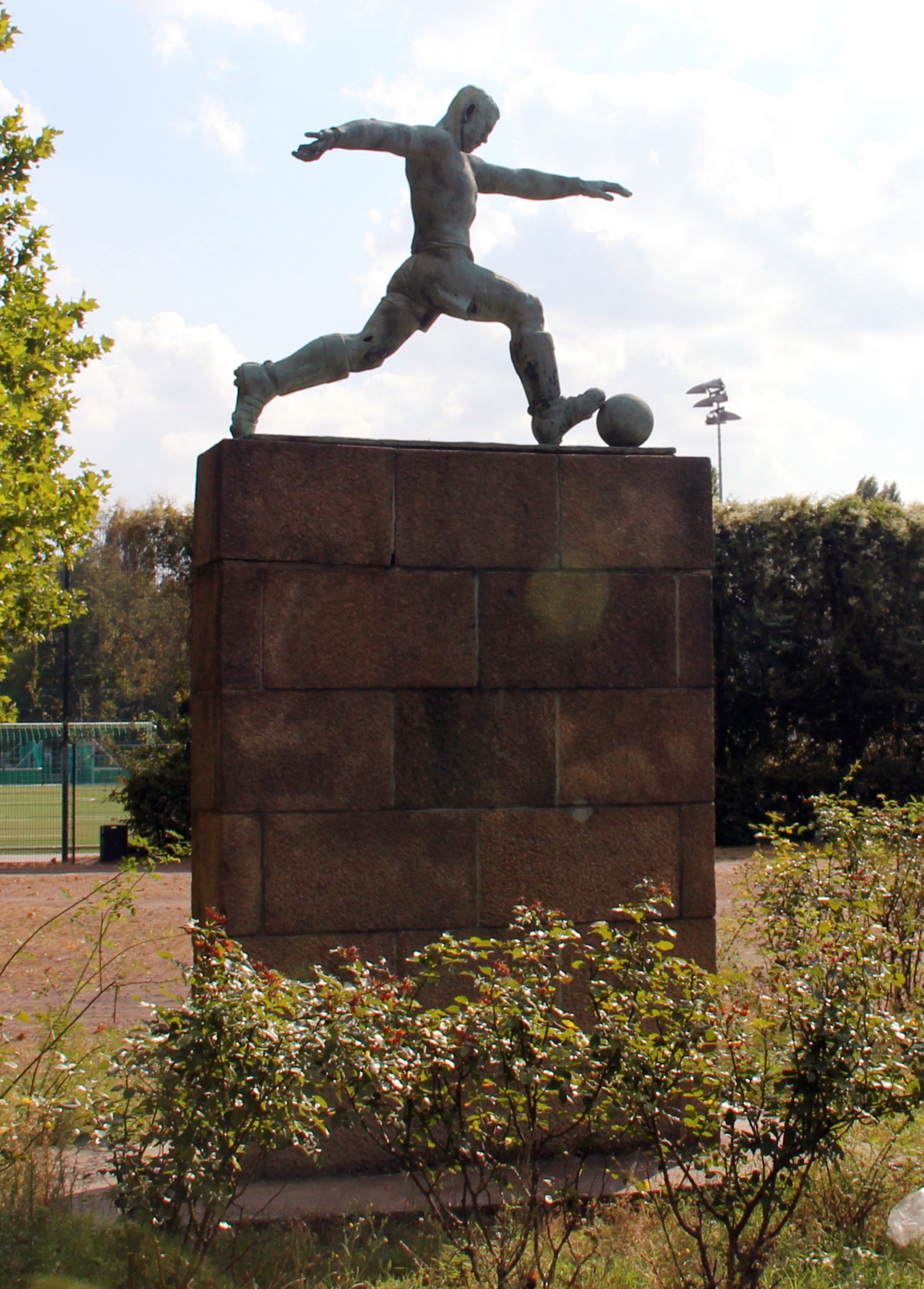
Fußballspieler, 1936, Berlino, Friedrich-Ludwig-Jahn-Sportpark

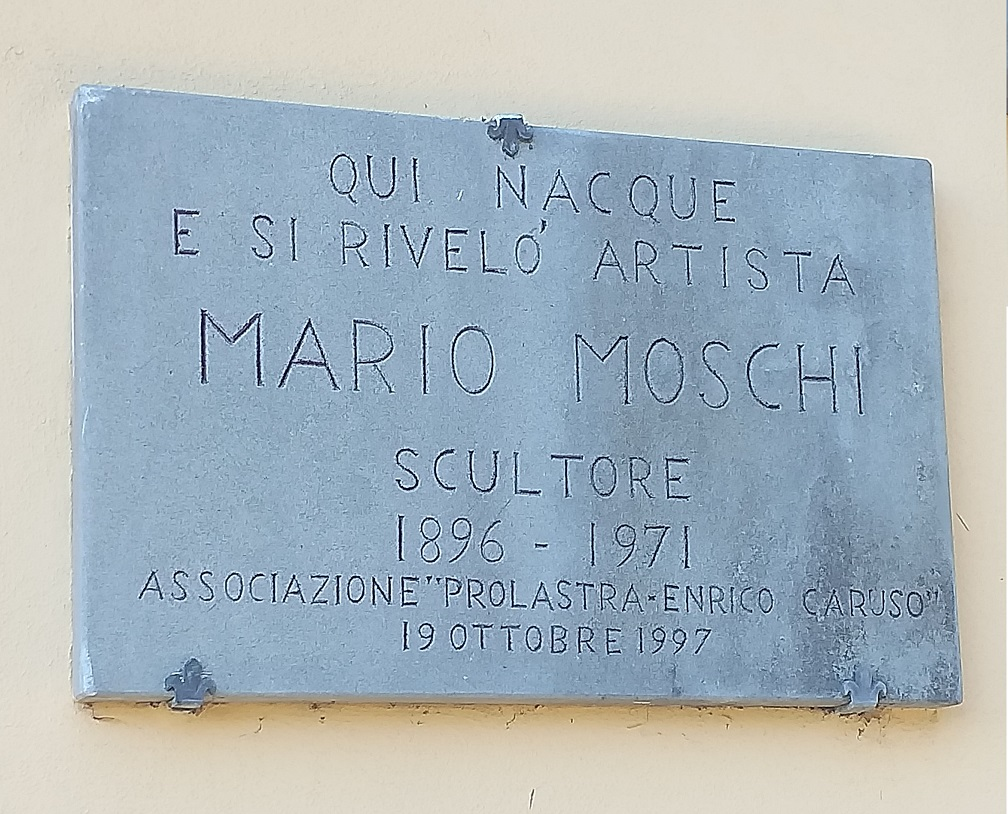
Targa all'angolo tra via Valdirose e via del Fantone a Lastra a Signa

Mario Moschi (Lastra a Signa, 6 maggio 1896 – Firenze, 30 maggio 1971) è stato uno scultore e medaglista italiano.

## Biografia

### Origini e formazione
Figlio dell'impresario edile Galileo e di Antonia Frosini, da adolescente entrò in contatto con lo scultore Oreste Calzolari presso la Manifattura di Terrecotte di Signa, dimostrando un precoce interesse per la scultura, tanto da convincere la famiglia a dedicarsi agli studi artistici. 
Dal 1911 al 1915 frequentò l'Accademia di Belle Arti di Firenze, allievo, tra gli altri, di Augusto Rivalta, Emilio Zocchi e Domenico Trentacoste, che gli ispirarono un amore per le forme nitide e ben proporzionate della tradizione. 
Tra le prime opere di questa fase giovanile (1915-16) ci sono il Riratto della madre (Firenze, Galleria d'arte moderna) e il Ritratto della sorella (Firenze, collezione privata), che mostrano una certa vibrazione espressiva ispirata a Medardo Rosso. Nella perduta statua del Seminatore (1916), con cui vinse il concorso Baruzzi a Bologna, aderiva invece alla poetica sociale dello scultore belga Constantin Meunier. Durante la leva nella prima guerra mondiale modellò il rilievo del Soldato austriaco che calpesta i cadaveri dei soldati italiani, opera pure perduta di gusto verista, che dimostrava un'attenzione eclettica ai modelli che in quegli anni si potevano reperire sulla scena artistica continentale. 
Alla fine del conflitto, grazie all'aiuto del suo maestro Trentacoste, ottenne a Nizza la direzione per un anno di una fabbrica di marmi artificiali, e produsse anche caricature per un giornale.

### Gli anni del fascismo

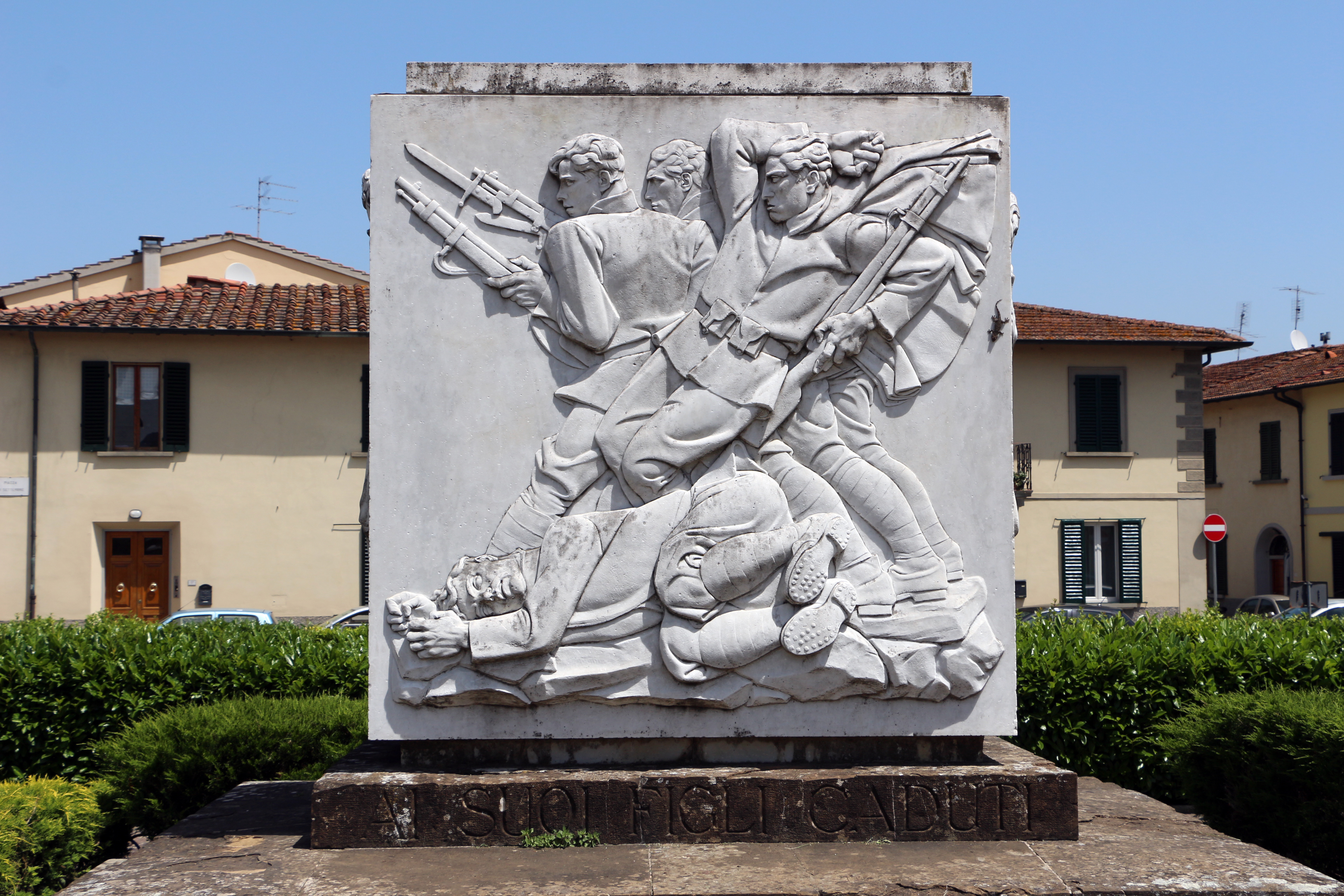
Il monumento ai caduti di Poggio a Caiano

Tornato a Firenze nel 1923, aprì un proprio studio, dove si dedicava anche alla produzione di medaglie commemorative, un'attività legata alla tradizione italiana e fiorentina in particolare che portò avanti con passione per tutta la vita.
Quell'anno partecipò alla prova di primo grado del concorso per il Monumento alla madre italiana per la cappella Capponi nella chiesa di Santa Croce: il suo bozzetto (perduto) fu tra i più apprezzati (anche se per il lavoro venne poi scelto Libero Andreotti), tanto che gli permise di mettersi in luce partecipando l'anno seguente alla Biennale di Venezia, con I giochi dell’amore e Il nido che, sebbene perdute, mostrano nelle riproduzioni fotografiche ancora una sintesi di ispirazioni eclettiche, dalla salda monumentalità di Michelangelo alla stilizzazione arcaicizzanti di Émile-Antoine Bourdelle e Ivan Meštrović.

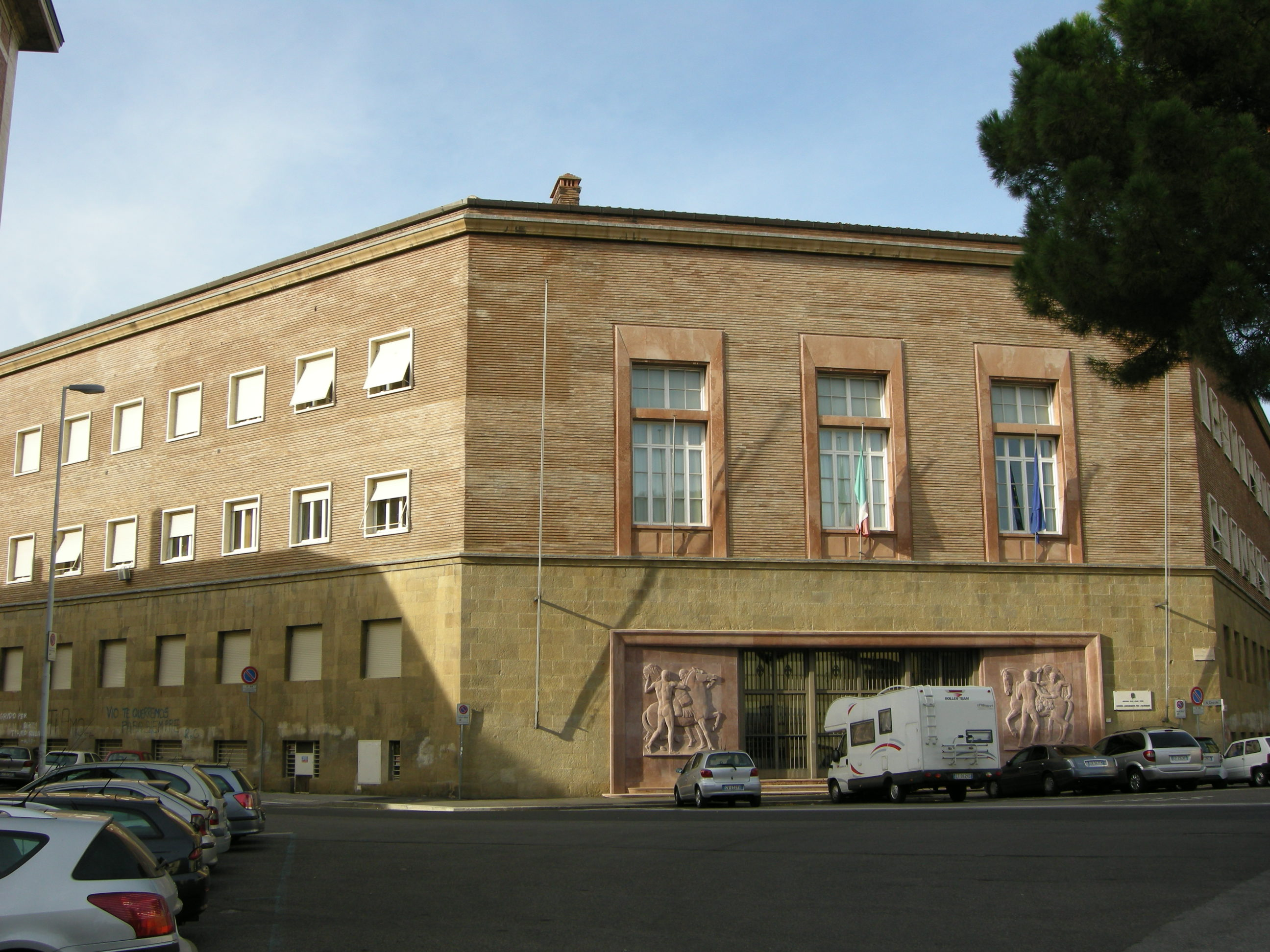
La facciata dell'Istituto agronomico per l'oltremare a Firenze, coi rilievi di Mario Moschi

Negli anni Venti il regime promosse una capillare commemorazione dei caduti della prima guerra mondiale, che venne detta "monumentomania". A questo programma parteciparono tantissimi giovani scultori che, aderendo spesso alla nuova estetica déco, realizzarono opere monumentali che, legate solo in parte alla retorica fascista, poterono in larga parte salvarsi dalle distruzioni ed epurazioni dei tumultuosi anni della guerra e della riconciliazione post-conflitto. Tra questi, Moschi ricevette due incarichi importanti: il primo col Monumento ai caduti di Rifredi (1925-1927), per il quale compose un gruppo di tre figure con un arciere che ricorda l'Ercole di Bourdelle; il secondo, ancora più ambizioso, di Poggio a Caiano (1928-30, dove scolpì sulle facce di un cubo di marmo tre rilievi dalla monumentalità salda e distesa, percorsa tuttavia da tensione lineare, che divenne poi una delle sue caratteristiche più riconoscibili dello stile maturo.
Con queste opere ebbe il suo primo riconoscimento pubblico, ottenendo tra l'altro il plauso di Libero Andreotti e di Ugo Ojetti. 
Dal 1928 al 1939, grazie all'amicizia col podestà di Arezzo Pier Ludovico Occhini, eseguì una serie di opere per la città toscana, a partire da alcune statue a tutto tondo, di gusto déco, per la sua villa La Striscia, a cui seguirono il Monumento ai caduti del liceo Petrarca (bozzetto in stucco del 1936, e versione in bronzo fusa per interessamento del ministro dell’Educazione nazionale Giuseppe Bottai), i, rilievo della Madonna del canarino per un tabernacolo di via della Minerva, e due grandi tondi a rilievo in gesso con le effigi di Vittorio Emanuele III e di Benito Mussolini per il foro Boario (Arezzo, Archivio storico comunale), in cui mise a frutto su scala monumentale la sua esperienza nella medaglistica.

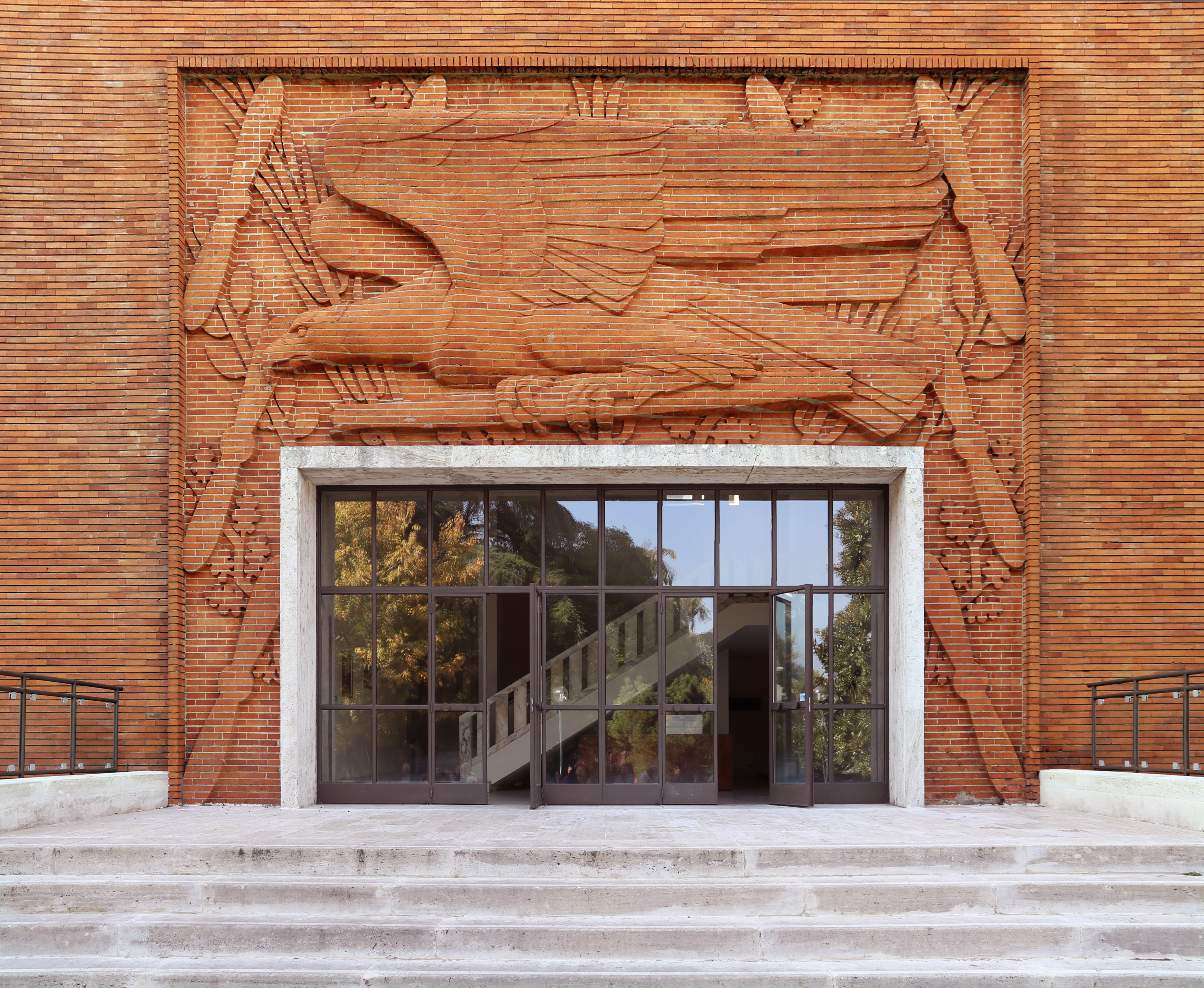
L'ingresso della Residenza del circolo ufficiali alla Scuola di Guerra aerea di Firenze

Nel 1933 venne eletto Accademico onorario dell'Accademia delle arti del disegno di Firenze e docente di scultura all'Istituto d'Arte di Firenze. In quegli anni partecipò a numerose rassegne nazionali e internazionali, tra cui Budapest (1936), Napoli (1937), Arezzo (1938, con Testa di bimbo), Roma (1939 con Piccolo lottatore), Milano (1941 con Lottatori e Ritratto) e a Firenze con regolarità a diversi Premi del Fiorino e alla Società delle Belle Arti. Nel 1939 espose a San Remo Lotta greco-romana. 
Al di là delle commissioni pubbliche del regime, Moschi si andava infatti interessando in quegli anni soprattutto ai temi sportivi, presentando figure di atleti (tennisti, tuffatori, bocciatori, tiratori di fune, calciatori) sia in scala monumentale che in bronzetto in numerose mostra nazionali e internazionali nel corso di tutti gli anni Trenta. 
L'esempio più noto di questo filone è la statua a tutto tondo del Calciatore, modellato nel 1931 e collocato all'ingresso della tribuna del nuovissimo Stadio Giovanni Berta a Firenze; una seconda variante (Calciatore Stop in corsa) partecipò nel 1933 alla "I Mostra del Sindacato nazionale fascista di belle arti" di Firenze e nel 1934 alla Biennale di Venezia (premio del CONI), per vincere infine uno dei concorsi artistici legati alle Olimpiadi di Berlino del 1936, venendo collocata al Friedrich-Ludwig-Jahn-Sportpark di Berlino. 

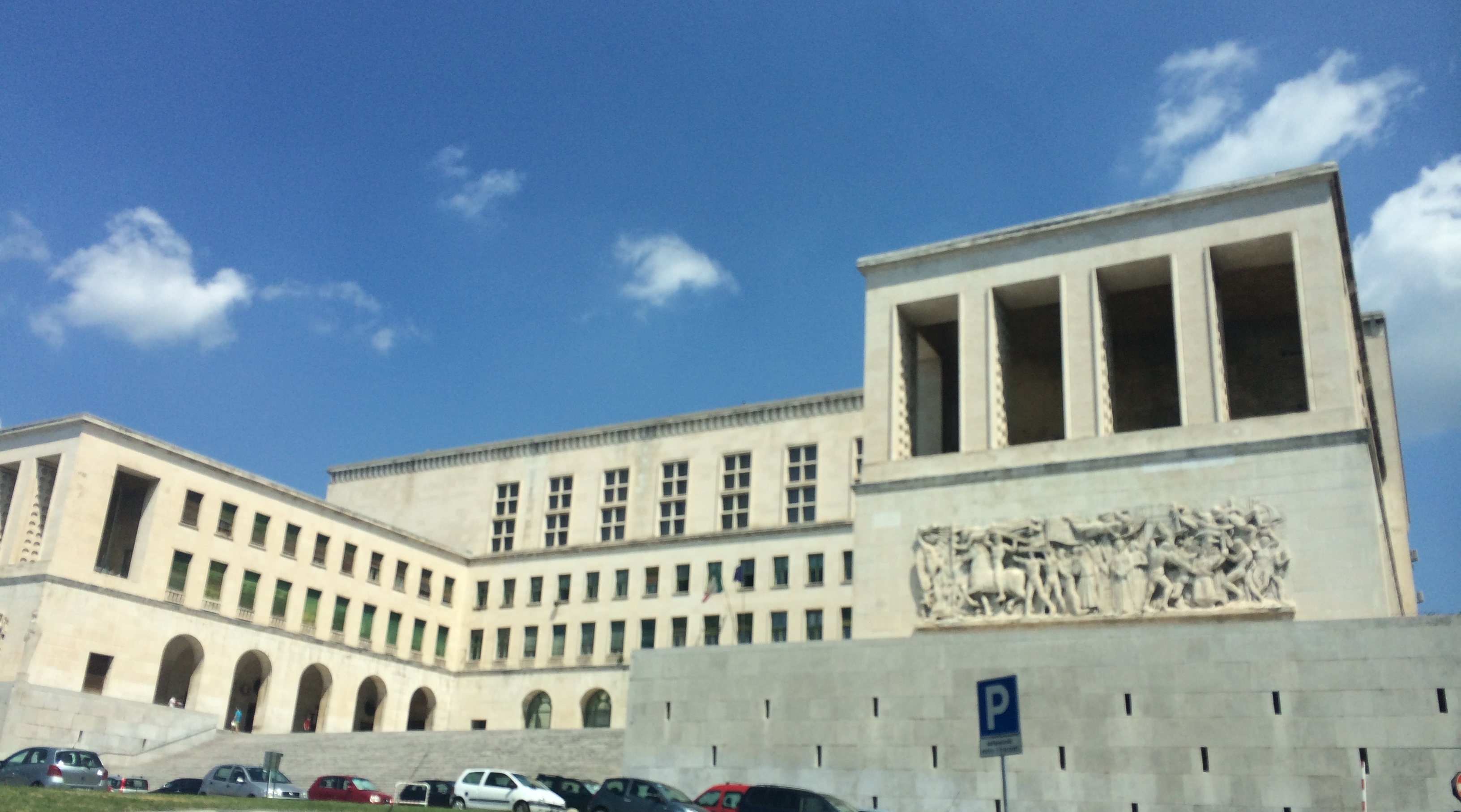
L'Università di Trieste

Un altro filone dell'attività di Moschi di quegli intensi anni è la decorazione plastica di nuove architetture razionaliste, a fianco di alcuni dei più noti architetti di quegli anni. Ad esempio realizzo per la Palazzina Reale di Santa Maria Novella a Firenze il rilievo marmoreo con Michelangelo che dirige i lavori delle fortificazioni durante l’assedio di Firenze (1934), due sovrapporte per la Scuola di applicazione per la Regia Aeronautica (1937-1937), due grandi metope per il portale dell'Istituto agricolo coloniale per l’Africa italiana (1938) e infine il grandioso altorilievo per l'altorilievo destro dell'Università di Trieste (Allegoria del fascismo e le sanzioni, dal 1939).
Nel 1941 è nominato titolare di scultura all'Istituto d'Arte di Lucca, per "chiara fama". Nel 1942 fece la sua ultima partecipazione alla Biennale di Venezia (con La vittoria del lavoro e delle armi), dopo un ventennio pressoché ininterrotto.

### Il Dopoguerra

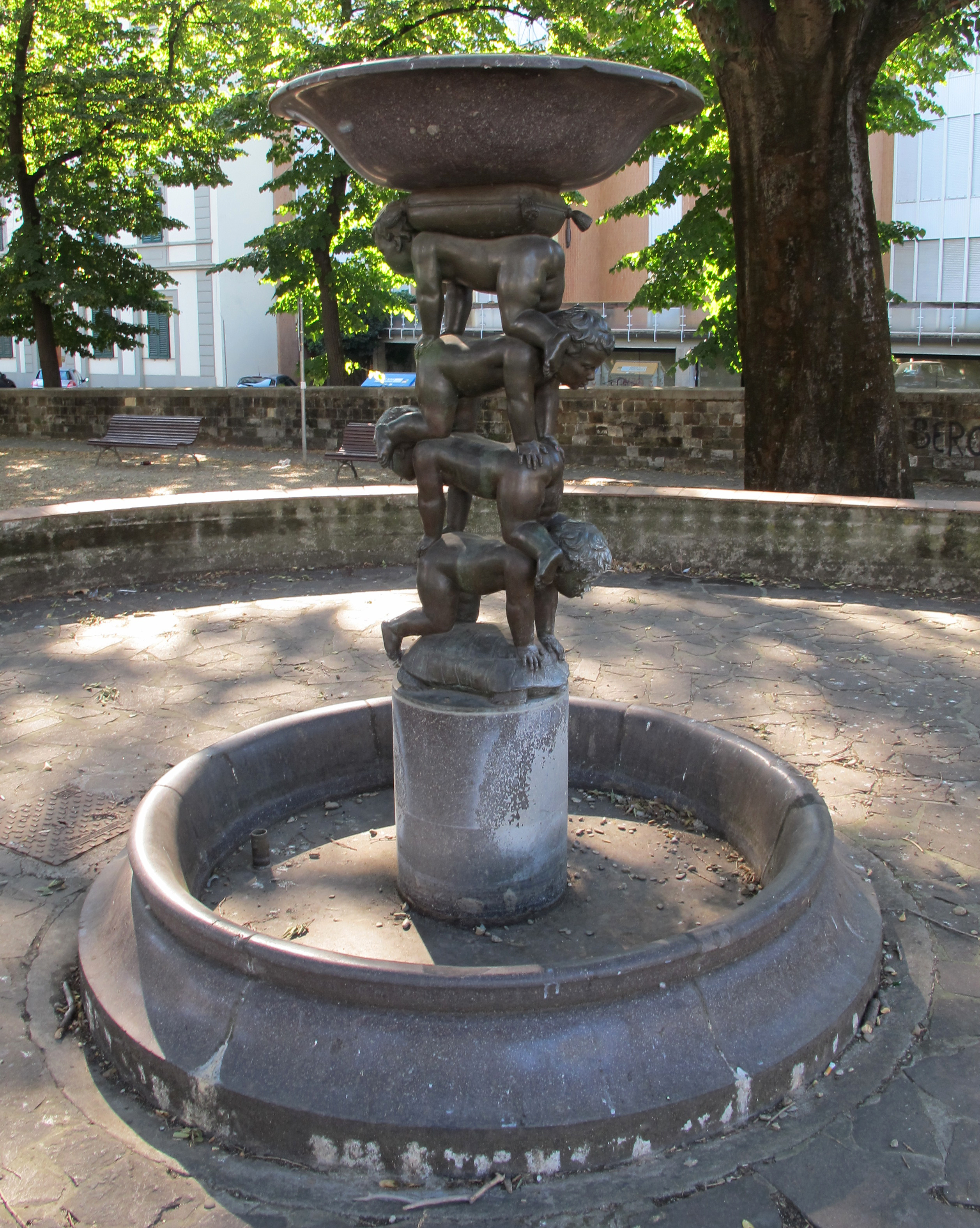
La fontana di piazza Vasari a Firenze

Il dopoguerra rappresentò un momento di crisi per la maggior parte degli artisti che avevano lavorato per il regime, sia per ragioni politiche, poiché venivano considerati "compromessi" col fascismo, sia artistiche, per il diffondersi della nuova estetica informale, così lontana dalla tradizione figurativa del "ritorno all'ordine" degli anni Venti e Trenta.
Nel 1948 fu tra i fondatori del Gruppo Donatello, e come tale venne raffigurato poi in un affresco commemorativo in piazza Vasari a Firenze. 
Moschi, mantenendosi fedele alla tradizione, venne escluso dal panorama delle commissioni pubbliche ufficiali, dedicandosi tuttavia con successo al mercato privato, soprattutto all'estero, e alla medaglistica. Risalgono ad esempio agli anni 1947-1949 una serie di sculture in marmo spedite al cimitero del Forest Lawn Memorial Park di Glendale, presso Los Angeles, mentre per i cimiteri della Toscana fece molti ritratti in forma di medaglione marmoreo. 
Nonostante questa forma di ostracismo, grazie all'amicizia con Piero Bargellini e Rodolfo Siviero riuscì tuttavia di ricevere, nel corso degli anni Cinquanta e Sessanta, una serie di commissioni per fontane e piccoli monumenti per Firenze, in cui portò avanti il suo gusto per la tradizione neoquattrocentesca. 
In quel periodo il gusto per la poetica figurativa ritrovava comunque una sua strada, portata avanti con forza ad esempio dal fiorentino Pietro Annigoni. In questo quadro Moschi ottenne di nuovo delle commissioni importanti, prima fra tutte il completamento della decorazione della facciata dell'Università di Trieste (Glorificazione del lavoro e della cultura, 1956-58), la statua della Medicina per l'Università di Cagliari (1962, commissionata attraverso l'intermediazione di Rodolfo Siviero), i battenti del portale della chiesa del Sacro Cuore di Sassari (1968), la Strage degli innocenti del monumento alla memoria dell'Eccidio di Civitella (Civitella in Val di Chiana, 1969).
È sepolto nel cimitero di Trespiano, accanto ai genitori per i quali scolpì i due medaglioni della lapide; la sua lapide venne scolpita dall'allievo Sergio Benvenuti.

## Opere principali

### Esordi
- Ritratto della madre, 1915-16, Firenze, Galleria d'arte moderna
- Ritratto della sorella, 1915-16, Firenze, collezione privata
- Il seminatore, 1916, perduto
- Soldato austriaco che calpesta i cadaveri dei soldati italiani, 1917-18, perduto
- Medaglia per il centenario di Dante, 1921
- Busto di Emma Corradini, 1921, Firenze, cimitero delle Porte Sante

### Anni del Regime
- Bozzetto per il Monumento alla madre italiana, 1923, perduto
- I giochi dell’amore, 1924, perduto
- Il nido, 1924, perduto
- Lapide ai grafici caduti in battaglia, 1925, Firenze, via di Porta rossa
- Lapide ai caduti del rione San Salvi, 1925, Firenze, chiesa di San Michele in San Salvi, portico
- Monumento ai caduti di Rifredi, 1925-27, Firenze, piazza Dalmazia
- Lapide ai caduti di Firenze-San Gervasio, 1926, Firenze, presso la chiesa dei Santi Gervasio e Protasio, giardino della canonica
- Busto di Tullio Locchi, 1926, Firenze, cimitero di Trespiano
- Lapide per i caduti per lo scoppio del deposito munizioni del 10 agosto 1920, 1927, Firenze, presso la chiesa dei Santi Gervasio e Protasio, giardino della canonica
- Medaglia per il centenario di Niccolò Machiavelli, 1927 (una copia alla Galleria d'Arte Moderna di Firenze)
- Lapide ai caduti del rione San Gallo, 1927, Firenze, Arco Lorenese
- Medaglia con Allegoria del Costruire, 1928 (una copia alla Galleria d'Arte Moderna di Firenze)
- Monumento ai Caduti di Poggio a Caiano, 1928-30, Poggio a Caiano, piazza XX Settembre
- Fontana e statue, 1928, Arezzo, villa La Striscia
- Monumento ai caduti di Strada in Casentino, Castel San Niccolò (AR)
- Monumento ai caduti di Lastra a Signa, 1929, Lastra a Signa, cimitero
- Il calciatore, 1931, Firenze, stadio Comunale Artemio Franchi
- Ritratto di Albino Bartolozzi, 1932 circa, Fiesole, cimitero comunale
- Il calciatore, 1931-1933, Berlino, Friedrich-Ludwig-Jahn-Sportpark
- Michelangelo che dirige i lavori delle fortificazioni durante l’assedio di Firenze, 1934, Firenze, Palazzina Reale di Santa Maria Novella
- Vergine dolente tra due angeli (attr.), 1934, Firenze, cimitero delle Porte Sante, cappella Leario
- Lapide di Fortunato Bisori, 1935, Firenze, cimitero di Trespiano
- Monumento ai caduti del liceo Petrarca, 1936 (stucco) e 1938 (bronzo), Arezzo, Liceo Petrarca
- Deposizione, 1936, Firenze, cimitero di Trespiano, tomba Pecchioli
- Madonna e Crocifisso, 1936-38, Arezzo, chiesa di San Michele Arcangelo (Antria)
- Rilievo in terracotta, 1936 circa, Arezzo, facciata della Caserma Italia (distrutto)
- Madonna del canarino, 1937, Arezzo, via della Minerva
- Aquila tra eliche e fasci littori, 1937-1938, Firenze, Scuola di Guerra Aerea, residenza del Circolo Ufficiali (le insegne fasciste sono state rimosse nel dopoguerra)
- Due penne intrecciate, 1937-1938, Firenze, Scuola di Guerra Aerea, palazzina Italia
- Busto dell’aviatore Vittorino Ceccherelli, 1938, Arezzo, cimitero urbano
- Tondo di Vittorio Emanuele III, 1938 circa, Arezzo, Archivio storico comunale
- Tondo di Benito Mussolini, 1938 circa, Arezzo, Archivio storico comunale
- Due rilievi con Uomini che caricano cavalli con prodotti agricoli, 1938-39, Firenze, Istituto Agronomico per l'Oltremare, facciata
- Giovanni Boccaccio, 1938 circa, Certaldo, chiesa dei Santi Jacopo e Filippo
- Mia madre, 1939, in cera (copia del busto del 1916), Firenze, Galleria d'arte moderna
- Il Fascismo e le sanzioni, 1939-40, Trieste, Università, avancorpo destro
- Fontana dei Putti, 1942 (fusa nel 1952) Firenze, piazza Vasari
- Medaglione col busto della madre Antonia Frosini Moschi, 1942, Firenze, cimitero di Trespiano
- Medaglione di Aldo Marzi, 1943 circa, Firenze, cimitero di Trespiano

### Dopoguerra
- Medaglio col busto del padre Galileo Moschi, 1945, Firenze, cimitero di Trespiano
- Ritratto di Ida Bartolozzi, 1946 circa, Fiesole, cimitero comunale
- Sculture funebri e memoriali, 1947-49 circa, Glendale (California), cimitero Forest Lawn Memorial Park[5][6][7][8][9][10]
- Monumento a Silvia Marini Rogati, 1948, Firenze, cimitero delle Porte Sante
- Medaglia per il centenario di Lorenzo il Magnifico, 1949
- Crocifisso, 1950 circa, Pontassieve, chiesa San Giovanni Gualberto
- Crocifisso, 1950, Firenze, cimitero delle Porte Sante, tomba Angeletti-Franchi
- Pietà, 1950, Firenze, tabernacolo in via Filippina
- Medaglia di Giovanni Poggi, 1951 (una copia a Firenze, Casa Siviero)
- Madonna col Bambino, 1952, Firenze, chiesa di San Francesco
- Placca con busto di Ottavia Bindi Ceccherini, 1952, Firenze, cimitero delle Porte Sante
- Fontana, Grassina, villa Marchi
- Ritratto di Maria Carmela Martelli in Borsini, 1953 circa, Prato, cimitero della Misericordia
- Madonna col Bambino, 1954 circa, Firenze, via Vacchereccia 19-21 rosso
  - Una versione in terracota si trova nella badia delle Sante Fiora e Lucilla ad Arezzo
  - Una versione in pietra si trova nel cimitero monumentale dell'Antella
- Monumento per Eligio Maria Pizzigallo, 1954, Firenze, cimitero delle Porte Sante
- Busto di Luigi Ridolfi, 1954 circa, Firenze, stadio Artemio Franchi
- La glorificazione del lavoro e della cultura , 1956-58, Trieste, Università, avancorpo sinistro
- Medaglione di Edoardo Bisenzi, 1958, Firenze, cimitero di Trespiano
- Ritratto di Giovanni Siviero, 1959, Firenze, Casa Siviero
- Medaglia di Giovanni Siviero, 1959 (una copia a Firenze, Casa Siviero)
- Ritratto di Caterina Bulgarini, 1959, Firenze, Casa Siviero
- Medaglia di Caterina Bulgarini, 1959 (una copia a Firenze, Casa Siviero)
- Medaglione con torre di San Niccolò, 1959, Firenze, Casa Siviero
- Medaglione con putto, 1959, Firenze, Casa Siviero
- Ritratto di Bernardo Buontalenti, 1960, Firenze, ospedale di Santa Maria Nuova, portico
- Ritratto maschile, 1960, Firenze, Accademia delle arti del disegno[11]
- Immacolata, 1962, Assisi, basilica di San Francesco
- Immacolata, 1962, Arezzo, basilica di San Francesco
- La Medicina, 1962, Cagliari, palazzo dell'Università, atrio
- Fontana del Bambino sul pesce, 1962, Firenze, Società di Mutuo Soccorso di Rifredi, giardino
- Fontana del Bambino sul pesce, Forlì, giardino delle Palme del Palazzo di Residenza della Cassa dei Risparmi di Forlì e della Romagna
- Ritratto di Pietro Borsini, 1963 circa, Prato, cimitero della Misericordia
- Medaglia per il centenario di Michelangelo, 1964 (una copia a Firenze, Casa Siviero)
- Medaglia con San Francesco d'Assisi riceve le stimmate e spighe di grano con grappolo d'uva, 1964
- Placca col ritratto di Renato Nappini, 1966, Firenze, cimitero di Trespiano
- Donna accovacciata, 1967, Firenze, Società di Mutuo Soccorso di Rifredi, giardino
- Battenti bronzei, 1968, Sassari, chiesa del Sacro Cuore
- Lapide a don Giulio Facibeni, 1969, Firenze, loggia del Mercato Nuovo
- Monumento all'eccidio di Civitella, 1969, Civitella della Chiana, piazzale della chiesa di Santa Maria Assunta
- Lapide di Francesco Antonio Marasco, 1970, Firenze, cimitero di Trespiano